# إيان بربور
إيان بربور (بالإنجليزية: Ian Barbour)‏ (و. 1923 – 2013 م) هو فيزيائي، وأستاذ جامعي من الولايات المتحدة الأمريكية . ولد في بكين.
توفي في مينيابوليس (مينيسوتا) ، عن عمر يناهز 90 عاماً.بسبب سكتة دماغية .

## التعليم
تعلم في جامعة ديوك، وجامعة شيكاغو، وكلية سوارثمور

## مناصب وهيئات
أدار جامعة ييل.

## جوائز
حصل على جوائز منها:
- زمالة غوغنهايم
- جائزة تمبلتون.